# Łęczyce
Łęczyce (Lanz fino al 1945) è un comune rurale polacco del distretto di Wejherowo, nel voivodato della Pomerania.
Ricopre una superficie di 232,81 km² e nel 2004 contava 11 066 abitanti.